# Правдоподібницька статистика
Правдоподі́бницька стати́стика (англ. likelihoodist statistics), або правдоподі́бництво (англ. likelihoodism) — це підхід до статистики, який виключно або переважно використовує функцію правдоподібності. Правдоподібницька статистика є другоряднішою школою в порівнянні з основними підходами баєсової та частотницької статистики, але має деяких прихильників та застосування. Центральною ідеєю правдоподібництва є принцип правдоподібності: дані розцінюють як свідчення, і силу цього свідчення вимірюють функцією правдоподібності. Поза цим, всередині правдоподібницьких підходів існують значні відмінності: «ортодоксальні» правдоподібники розглядають дані лише як свідчення, й не використовують їх як основу для статистичного висновування, тоді як інші роблять висновки на основі правдоподібності, але без використання баєсового чи частотницького висновування. Правдоподібництво відтак критикують або за те, що воно не забезпечує основи для переконання або дії (якщо йому не вдається зробити висновків), або за те, що воно не задовольняє вимог цих інших шкіл.
Функцію правдоподібності також використовують у баєсовій та частотній статистиці, але вони відрізняються тим, як саме її використовують. Деякі правдоподібники розглядають своє використання правдоподібності як альтернативу іншим підходам, тоді як інші розглядають його як доповнювальне та сумісне з іншими підходами, див. § Зв'язок з іншими теоріями.

## Історія
Правдоподібництво як окрема школа сходить до праці Едвардс, (1972), яка дає систематичне трактування статистики на основі правдоподібності. Її побудовано на значно ранішій праці, див. огляд того ж часу в Демпстер, (1972).
В той час як порівнювання співвідношень правдоподібностей сходить до ранньої статистики та теорії ймовірності, зокрема, баєсового висновування, розробленого П'єром-Симоном Лапласом з ранніх 1700-х, правдоподібність як окреме поняття завдячує Рональдові Фішеру в праці Фішер, (1921). Правдоподібність відігравала у Фішеровій статистиці важливу роль, але він також розробив та використовував і багато не правдоподібницьких частотних методик. Його пізніші праці, зокрема, Фішер, (1955), підкреслюють правдоподібність сильніше, і їх можливо розглядати як предтечу систематичної теорії правдоподібництва.
Принцип правдоподібності було запропоновано 1962 року декількома авторами, зокрема, Барнард, Дженкінс та Уінсен, (1962), Бірнбаум, (1962), та Севідж, (1962), і продовжено законом правдоподібності в Гекінг, (1965). Це заклало фундамент для правдоподібництва. Див. Принцип правдоподібності § Історія про ранню історію.
В той час як версія правдоподібництва Едвардса розглядала правдоподібність лише як свідчення, за чим послідував Роялл, (1997), інші запропонували висновування на основі лише правдоподібності, зокрема, як розширення оцінювання максимальною правдоподібністю. Помітним є Джон Нелдер, який заявив у праці Нелдер, (1999, с. 264):
Принаймні раз на рік я чую, як хтось на зустрічі каже, що існує дві моделі висновування: частотницька та баєсова. Те, наскільки часто просувають цю нісенітницю, показує, наскільки багато ми маємо зробити. Для початку, існує процвітаюча школа правдоподібницького висновування, до якої я належу.Оригінальний текст (англ.)
At least once a year I hear someone at a meeting say that there are two modes of inference: frequentist and Bayesian. That this sort of nonsense should be so regularly propagated shows how much we have to do. To begin with there is a flourishing school of likelihood inference, to which I belong.
До підручників, які використовують правдоподібницький підхід, належать: Кальбфляіш, (1985), Аццаліні, (1996), Павітан, (2001), Роде, (2014), та Гельд та Сабанес Бове, (2014). Зібрання відповідних праць наведено в Тапер та Леле, (2004).